# Afstandsmodulus
De afstandsmodulus is een manier om afstanden uit te drukken, die veel gebruikt wordt in de astronomie om afstanden uit te drukken tot sterrenstelsels en clusters van sterrenstelsels.

## Definitie
De afstandsmodulus {\displaystyle \mu =m-M} is het verschil tussen de schijnbare magnitude {\displaystyle m} en de absolute magnitude {\displaystyle M} van een astronomisch object. Het is eenvoudig af te leiden dat dan geldt:
{\displaystyle m-M=5\log(d)-5+A}
Hier is A de interstellaire extinctie van de ster (in magnitudes) door (interstellair) stof. 
Weten we dan de afstandsmodulus {\displaystyle \mu =m-M}, dan is de afstand in parsecs gegeven door:
{\displaystyle d=10^{0.2(m-M+5)}=10^{0.2\mu +1}}

## Gebruik
Afstandsmoduli worden het meest gebruikt als de afstand tot een melkwegstelsel dat relatief dichtbij staat, moet worden uitgedrukt. Bijvoorbeeld, de Grote Magelhaense Wolk heeft een afstandsmodulus van 18,5, de Andromedanevel heeft een afstandsmodulus van 24,4 en de Virgocluster heeft een afstandsmodulus van 31,0. In het geval van de Grote Maghelaanse Wolk betekent dit dat de supernova SN 1987A, met een maximale schijnbare magnitude van 2,8, een absolute magnitude had van -15,7 - vrij laag voor een supernova.